# Ghanya
Ghanya (tiếng Ả Rập: غانية) là một ngôi làng Syria nằm ở Jisr al-Shughur Nahiyah ở huyện Jisr al-Shughur, Idlib. Theo Cục Thống kê Trung ương Syria (CBS), Ghanya có dân số 1205 trong cuộc điều tra dân số năm 2004.